# Uniflor
Uniflor là một đô thị thuộc bang Paraná, Brasil. Đô thị này có diện tích 94,819 km², dân số năm 2007 là 2484 người, mật độ 22,6 người/km².